# 나부

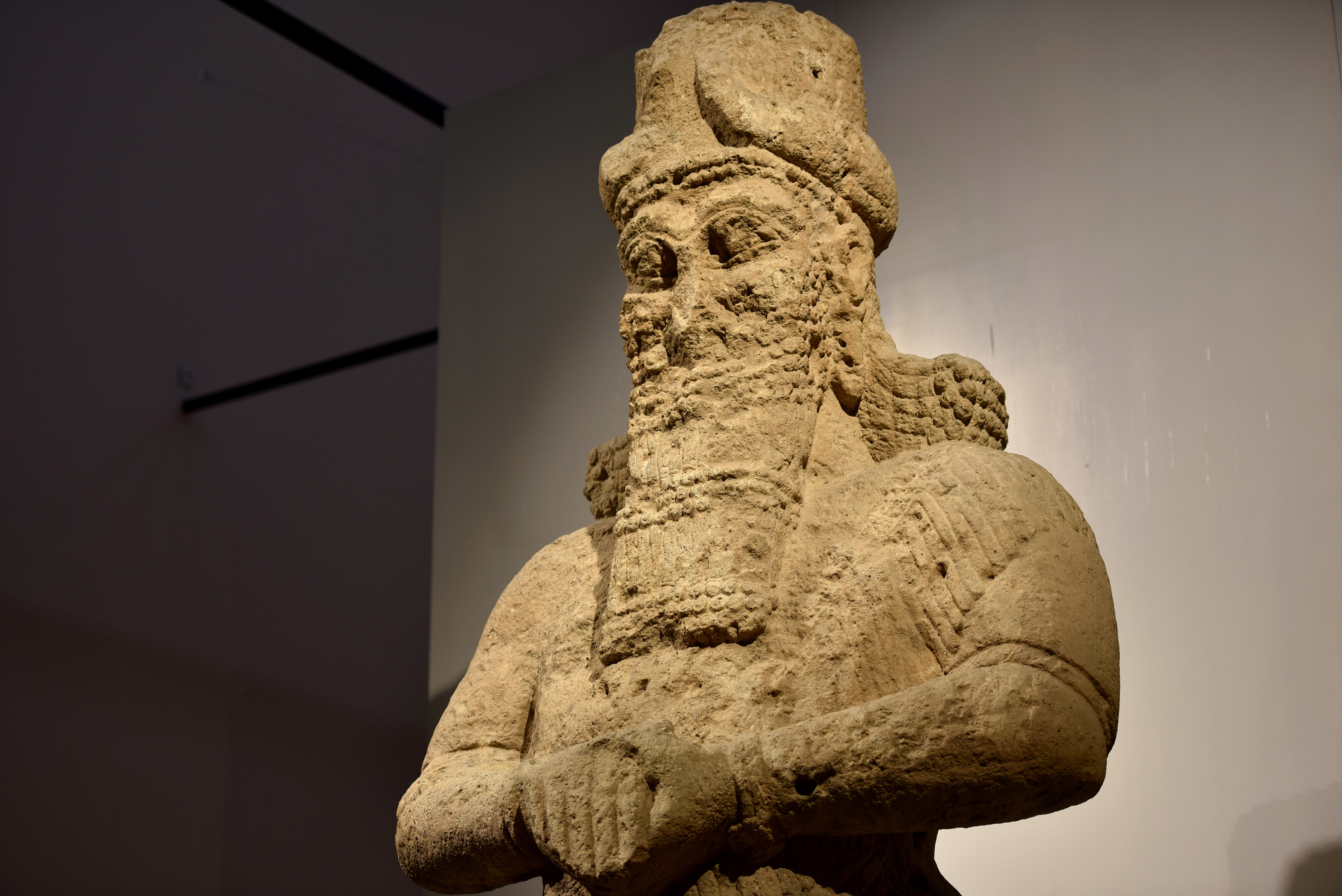

나부(Nabu)는 지혜와 기록의 신이며, 마르둑과 그의 배우자 사르판티움의 아들이며, 에아의 손자로서, 바빌로니아인에게 숭배된다. 나부의 배우자는 타쉬메툼이다.
원래 나부는 아모리트에서 메소포타미아로 도입된 서방 셈계의 신으로, 마르둑이 바빌론의 주신이 되는 한편 나부는 보르십파 근처의 그의 사원 에-지다에 살았다. 그는 처음 마르둑의 서기와 장관으로 불렸으며, 후에 사르파니툼의 마르둑의 사랑스런 아들로 받아들여졌다. 바빌로니아 신년 축제 동안 나부의 동상은 그의 부친과 간담하기 위해 보르시파에서 바빌론으로 운반된다.